# Fa diez minor
Fa diez minor este o gamă minoră bazată pe Fa♯, formată din tonurile Fa♯, Sol♯, La, Si, Do♯, Re și Mi. Armura sa are trei diezi. Gama sa majoră relativă este La major, iar gama sa majoră paralelă este Fa diez major (sau enarmonic Sol bemol major).
Gama naturală Fa diez minor este:

## Acorduri de grad de scară
Acordurile gradului de gamă din Fa diez minor sunt:
- Tonic – Fa diez minor
- Supertonic – Sol♯ diminuat
- Mediant – La major
- Subdominant – Si minor
- Dominant – Do♯ minor
- Submediant – Re major
- Subtonic – Mi major

## Compoziții
Foarte puține simfonii sunt scrise în această tonalitate, Simfonia Adio a lui Haydn fiind un exemplu celebru. George Frederick Bristow și Dora Pejačević au scris simfonii în această tonalitate.
Puținele concerte scrise în această tonalitate sunt de obicei scrise pentru a fi interpretate de compozitorul însuși, inclusiv Concertul pentru pian nr. 1 de Rachmaninov, Concertul pentru pian de Scriabin, Concertul pentru vioară nr. 1 de Wieniawski, Concertul pentru vioară nr. 2 de Vieuxtemps, Concertul pentru violoncel op. 30 de Bernhard Romberg și Concertul pentru contrabas de Koussevitzky.
În plus față de „Simfonia de adio”, Trio-ul cu pian nr. 40 (Hob. XV:26) și al patrulea cvartet din cvartetele „prusiene” ale lui Haydn sunt în Fa diez minor.
Printre cele mai importante piese pentru claviatură scrise în Fa diez minor se numără Suita pentru claviatură HWV 431 de Handel, Fantasia H. 300 de Carl Philipp Emanuel Bach, Sonata op. 2/2 de Carel Anton Fodor, Sonata pentru pian op. 25/5, Sonata op. 61 („Élégie Harmonique”) de Dussek, Sonate mélancolique op. 49 de Ignaz Moscheles, Sonata pentru pian op. 5/3 de Hélène de Montgeroult, Sonata nr. 1 în fa diez minor (1833-35) de Schumann, mișcarea a doua, Friska, din Rapsodia maghiară nr. 2 de Liszt, Preludiul și Fuga ICS 18 de Clara Schumann, Poloneza în Fa♯ minor de Chopin, Sonata a treia de Scriabin și Sonatina de Ravel. Mișcarea lentă din sonata pentru pian Hammerklavier a lui Beethoven este scrisă în această tonalitate.
În afară de un preludiu și o fugă din fiecare dintre cele două cărți ale Clavierului bine temperat, singura altă lucrare a lui Bach în Fa diez minor este Toccata BWV 910. Singura compoziție a lui Mozart în această tonalitate este a doua mișcare a Concertului pentru pian nr. 23 în La major.
Fa diez minor este uneori folosit ca gamă minoră paralelă a lui Sol bemol major, mai ales că minorul paralel real al lui Sol bemol major, Sol bemol minor, ar avea nouă bemoli, inclusiv doi dublu bemoli. De exemplu, în secțiunea de mijloc a cele de-a șaptea Humoresque în Sol bemol major, Antonín Dvořák trece de la Sol bemol major la Fa diez minor pentru secțiunea de mijloc în minora paralelă.